# Pygas
Pygas of pyrolysegas is een ongezuiverd bijproduct uit de nafta-kraker dat een hoog gehalte aan aromaten bevat. De typische samenstelling is:
- benzeen: 65-70%
- tolueen: 11-15%
- xyleen: 3-8%

Verder bevat het mengsel nog verbindingen met vijf of zes koolstofatomen en maximum 10 ppm zwavel. Pygas wordt gebruikt als bron van aromaten voor verdere synthese of na zuiveren als toeslagstof voor brandstoffen.